# European Air Express
Die European Air Express Luftverkehrs GmbH & Co. KG (kurz EAE) war eine deutsche Regionalfluggesellschaft mit Sitz in Mönchengladbach und Basis auf dem Verkehrslandeplatz Mönchengladbach.

## Geschichte
Die Gründung der Gesellschaft erfolgte im Dezember 1998 nach der Ankündigung der britischen Fluggesellschaft Debonair Airways, die vom Verkehrslandeplatz Mönchengladbach aus bediente Flugverbindung nach München einzustellen. Der bisherige Deutschlandmanager der Debonair Airways, Peter Hauptvogel jr., gründete daraufhin die EAE und führte die Verbindung Mönchengladbach – München ab 8. Februar 1999 mit einer von der niederländischen Denim Air gemieteten Fokker 50 fort. Im Sommer 1999 bediente EAE kurzfristig die Strecke Mönchengladbach – Westerland. Am 11. Oktober 1999 übernahm EAE mit der Verbindung Mönchengladbach – London eine weitere, zuvor von Debonair Airways bediente Strecke.
Nachdem EAE ihre eigene Betriebslizenz erhalten hatte, baute die Gesellschaft einen eigenen Flugbetrieb auf und stellte im April 2000 zwei 46-sitzige ATR 42-300 in Dienst. Die Gesellschaft hatte die Absicht, vom Verkehrslandeplatz Mönchengladbach zahlreiche weitere neue Verbindungen zu eröffnen, u. a. nach Hamburg, Nürnberg und Berlin. Diese Pläne wurden jedoch nicht realisiert.
Durch die im September 2001 angekündigte Teilübernahme der größten deutschen Regionalfluggesellschaft Eurowings durch die Lufthansa ergaben sich für EAE neue Geschäftsfelder, die zur strategischen Neuausrichtung der EAE führten: Lufthansa und Eurowings mussten aus kartellrechtlichen Gründen einige ihrer innerdeutschen Verbindungen aufgeben. Diese am Markt eingeführten Strecken übernahm EAE. Ab Oktober 2001 wurden die Verbindungen Dortmund – München und Paderborn/Lippstadt – München, ab März 2002 Münster/Osnabrück – Stuttgart und Dortmund – Stuttgart neu von EAE bedient. Von der Eurowings stießen nicht nur diese neuen Strecken zur EAE, sondern auch fünf ATR 42-300 Turbopropflugzeuge sowie das bisherige Eurowings Vorstandsmitglied Ulrich Sigmann. Unternehmensgründer Peter Hauptvogel jr. hatte die EAE bereits Ende 2000 verlassen.
Mit dieser Entwicklung einher ging die Reduzierung der Aktivitäten am Flugplatz Mönchengladbach. Dort wurde zunächst die Verbindung nach London, später auch die nach München aufgegeben. Ab 2002 engagierte sich EAE verstärkt auch am Flughafen Köln/Bonn. Von dort wurden seitdem verschiedene Flugziele bedient, u. a. Kiel, Breslau, Posen, Genf und Nürnberg.
Im Jahr 2006 waren die Aktivitäten der EAE auf die Standorte Münster/Osnabrück (vier Strecken) und Köln/Bonn (zwei Strecken) konzentriert. Damaliger Geschäftsführer von 90 Beschäftigten war Ulrich Sigmann, die Verwaltung, Reservierung und die eigene Werft befand sich nach wie vor am Flugplatz Mönchengladbach.
Am 31. Juli 2007 stellte EAE den Linienverkehr ein, und zum 30. September 2007 wurde das Unternehmen vollständig aufgelöst.

## Flugziele
Bis Ende Juli 2007 verband EAE täglich Köln/Bonn mit Genf und Nürnberg sowie Flughafen Münster/Osnabrück mit Amsterdam, Stuttgart und Zürich.

## Flotte
- 5 ATR 42-300 (Luftfahrzeugkennzeichen D-BCRQ, D-BCRR, D-BCRS, D-BCRT und D-BJJJ)
- 2 Fairchild Metro (Kennzeichen D-CNAY und D-CSWF)